# Affléville
Affléville ist eine französische Gemeinde mit 176 Einwohnern (Stand: 1. Januar 2022) im Département Meurthe-et-Moselle in der Region Grand Est (vor 2016: Lothringen). Die Gemeinde gehört zum Arrondissement Briey und ist Mitglied im Gemeindeverband Communauté de communes Orne Lorraine Confluences. Die Einwohner werden Afflévillois und Afflévilloises genannt.

## Geographie
Affléville liegt etwa 60 Kilometer südsüdwestlich von Luxemburg und 49 Kilometer nordwestlich von Metz. Umgeben wird Affléville von den Nachbargemeinden Bouligny und Joudreville im Norden, Norroy-le-Sec im Nordosten und Osten, Gondrecourt-Aix im Süden, Rouvres-en-Woëvre im Südwesten sowie Dommary-Baroncourt im Westen und Nordwesten.

## Bevölkerungsentwicklung
| Jahr                       | 1962 | 1968 | 1975 | 1982 | 1990 | 1999 | 2006 | 2019 |
| -------------------------- | ---- | ---- | ---- | ---- | ---- | ---- | ---- | ---- |
| Einwohner                  | 224  | 196  | 163  | 179  | 185  | 196  | 201  | 178  |
| Quellen: Cassini und INSEE |      |      |      |      |      |      |      |      |

## Sehenswürdigkeiten
- Kirche Saint-Barthélemy, 1867 wieder errichtet
- Schloss aus dem 15. Jahrhundert

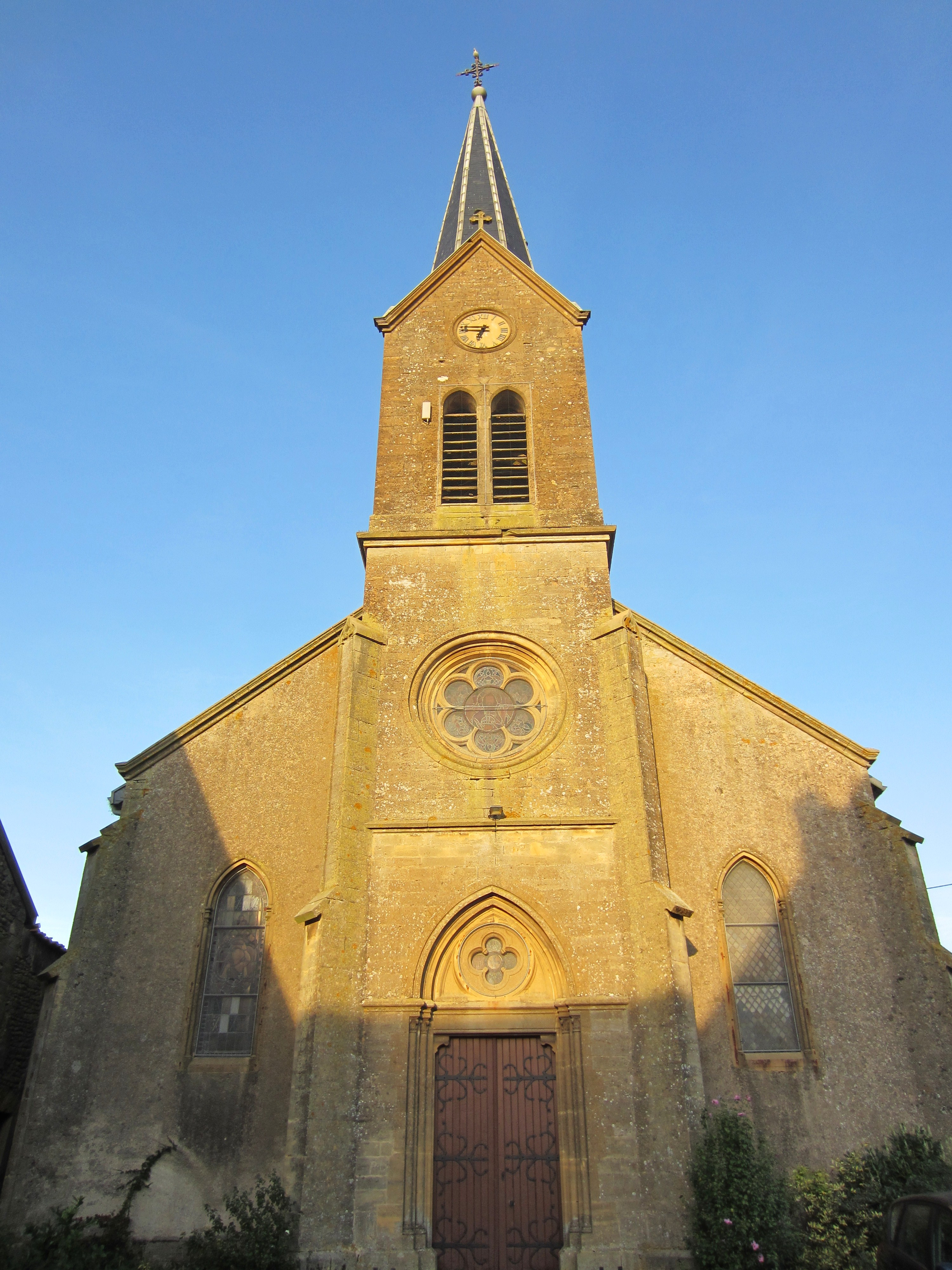
Kirche Saint-Barthélemy
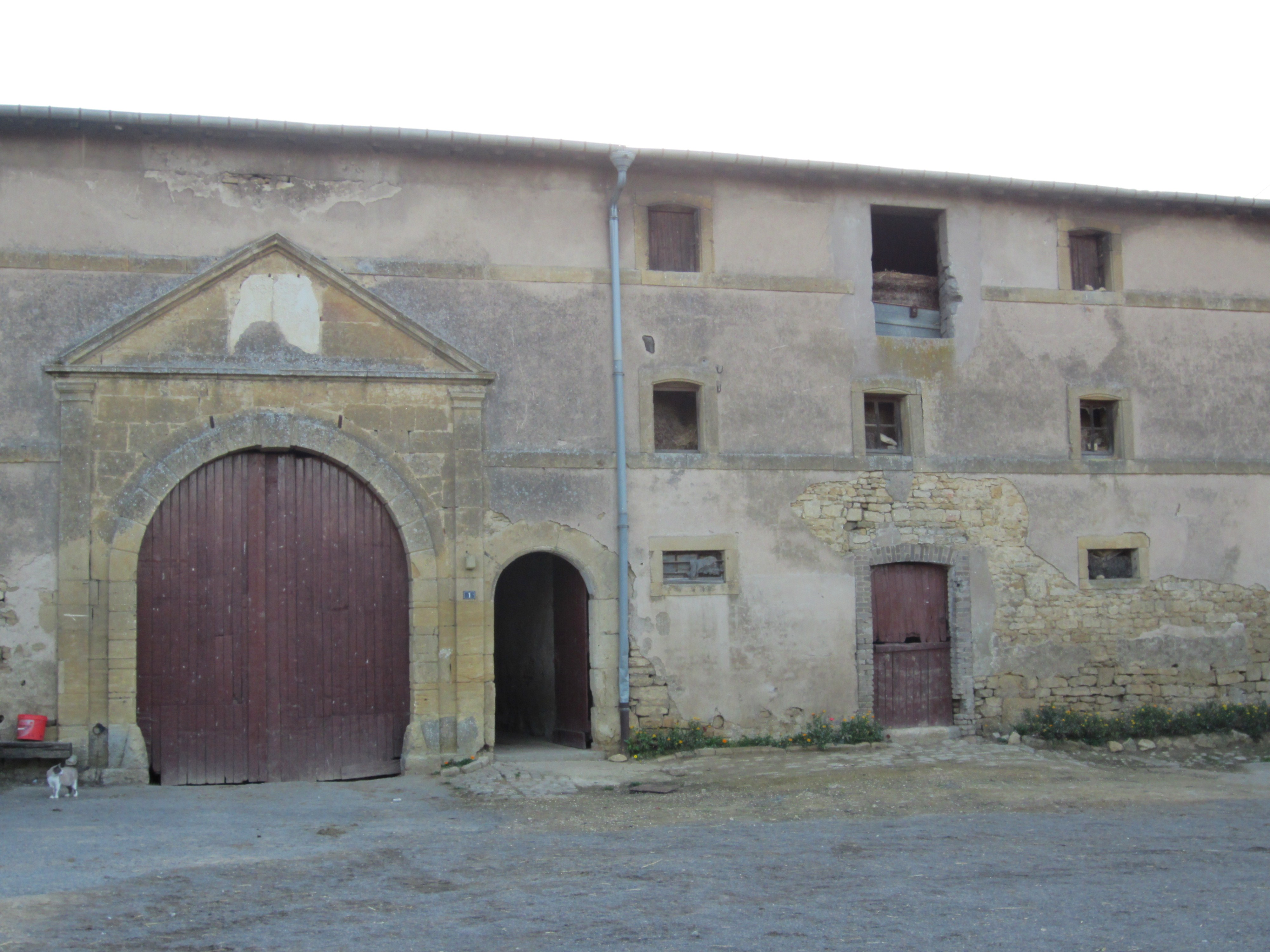
Schloss Affléville